# أصالة نصري
أصالة نصري (15 مايو 1969 -)؛ مغنية سورية، تعدّ واحدة من أكثر المغنيات العربيات شعبية وشهرة.

## حياتها
ولدت في مدينة دمشق، لعائلة سورية دمشقية ونشأت فيها، تحديدًا في حي أبو رمانة. والدها هو الفنان «مصطفى نصري»، وعائلتها تتكون من أربعة أخوة هم: أماني، وأيهم، وريم التي دخلت مجال الغناء، وأنس. كما أنها تحمل الجنسية البحرينية ويأتي حصولها على الجنسية بعد أيام قليلة من مشاركتها في فعاليات أوبريت «المحبة والولاء» الذي أقيم في المنامة احتفالًا بالعيد الوطني للبحرين في عام 2005، وعيد جلوس ملك البحرين حمد بن عيسى. كانت بداية نشاطها مع قليل من الأغاني الموجهة للطفل ثم توالت الأغاني والألبومات.

## بدايتها الفنية
سطع نجمها منذ صغرها حيث بدأت الغناء وهي في الرابعة بالإعلانات على شاشة التلفزيون السوري ومن أشهر أعمال طفولتها هو غناء مقدمة المسلسل الكرتوني حكايات عالمية، بالإضافة إلى أنها غنت الأناشيد وغنت للأطفال في المناسبات الوطنية السورية، ورعاها والدها مصطفى نصري في هذا المجال توفي والدها في عام 1986 وكان لوفاته أثر كبير على حياتها، فتوقفت عن الغناء لمدة ثلاث سنوات وكانت بمثابة الأب الروحي لإخوتها الصغار ريم وأماني وأنس وأيهم والمسؤولة عنهم.
ذاع صيتها في العالم العربي بعد صدور أغنيتها أسمع صدى صوتك بعام 1991، وهذه الأغنية من شعر الشيخ محمد بن راشد آل مكتوم.
لصوتها بنبراته القوية أثر كبير في أغانيها. شاركت في العديد من المهرجانات العربية والدولية وكذلك تمت استضافتها في الكثير من البرامج التلفزيونية وكانت إطلالتها ذات تأثير كبير على الشاشة لدى المشاهدين.

### دور والدها في اكتشافها
اكتشفها والدها مصطفى نصري والذي كان مغنيًا مشهورا بتلك الفترة، حيث عاشت في مدرسة والدها الغنائية وتتلمذت على يديه ورعاها في ذلك المجال، وقد وجد بها الصوت القوي واكتشف ذلك عندما كان عمرها أربع سنوات، بدأت الغناء وعمرها سبع سنوات وذلك من خلال تقديم أغاني والدها، وبعدها في قصص عالمية «قصص الشعوب»، وقامت بالغناء للأطفال في المناسبات الوطنية بالإضافة إلى أنها شاركت في غناء الأناشيد القومية.

### نجاحها في الخليج العربي
عرفت بإتقانها الغناء باللهجة الخليجية منذ أصدرت أول أغنية لها في بداية مشوارها الفني من كلمات الشيخ محمد بن راشد آل مكتوم اسمع صدى صوتك، وهي تعد من أوائل الفنانات اللاتي غنين باللهجة الخليجية من كلمات الشيخ محمد آل مكتوم. واستطاعت أن تكون لها قاعدة جماهيرية في دول الخليج، إذ حرصت مؤخرًا على إصدار ألبوم خليجي بكل عام عوضًا عن ألبوم خليجي كل ثلاث سنوات، واستطاعت بذلك أن تروي عطش جمهورها هناك، من أشهر أعمالها الخليجي جماهيريًا: روح وروح، متى أشوفك، سواها قلبي، توك على بالي، قانون كيفك، لا تخاف، شموخ عزي. ومن أهم أعمالها الخليحية نخبويًا: يسعد صباحك، الغيرة، حقيقة واقعي، أطلق عليها بعام 2008 لقب تاج الأغنية الخليجية.

## موقفها من الثورة السورية
أيدت أصالة الثورة السورية منذ بداياتها، وعبّرت عن موقفها في لقاءات إعلامية عدة، كما جسدت دعمها عبر أعمال غنائية، أبرزها أغنية «آه لو الكرسي بيحكي» التي حملت رسالة رمزية ضد الاستبداد. كذلك دعمت اللاجئين السوريين وشاركت في مبادرات خيرية لهم.
نتيجة لهذا الموقف، تعرضت أصالة لهجوم عنيف من وسائل الإعلام السورية التابعة للنظام السابق، واتهِمت بالخيانة، وشُطب اسمها من الفعاليات الرسمية، كما مُنعت أغانيها من البث، وتوترت علاقتها بعدد من الفنانين المؤيدين للنظام. وكان ممن شارك في الحملة ضدها أفراد من عائلتها، من بينهم شقيقاها أيهم نصري وريم نصري، وزوجها السابق أيمن الذهبي.

### بعد سقوط النظام
عقب سيطرة المعارضة السورية على دمشق وفرار بشار الأسد منها في ديسمبر 2024، علّقت أصالة عبر حسابها الرسمي في «إكس» قائلة: «يا سوريا الحرّة، مبروك حريتك». في أبريل 2025، أعلنت نقابة الفنانين السوريين، عن منح الفنانة أصالة «عضوية الشرف» تقديراً لمسيرتها الفنية ومواقفها الوطنية. أعربت أصالة عن سعادتها بهذا التكريم، وكتبت على إنستغرام: «أتشرف بهذه الهدية الغالية من نقابة وطني الغالي.. ».

## حياتها الشخصية
تزوجت ثلاث مرات، الأولى من أيمن الذهبي وأنجبت منه ابنتهما شام في عام 1992 وابنهما خالد في عام 1998 إلا أنهما انفصلا في عام 2005، والثانية في 27 مارس 2006 من المخرج والمنتج طارق العريان الذي أنجبت منه توأم هما آدم وعلي في مايو 2011، وفي 6 يناير 2020 أعلنت عبر حسابها الرسمي على الإنستغرام انفصالها عن زوجها طارق العريان حيث نشرت
«صباح الخير.. بمنتهى الأسف والحزن أُعلن انفصالي نهائيًّا عن والد أبنائي (آدم وعلي)، وأتمنّى على الجميع عدم الدّخول في التّفاصيل، حرصًا على مشاعري التي هلكت ومشاعر أولادي، وأنا كعادتي سأحرص على إتقان مسؤوليتي تجاه أبنائي، ولن يُثنيني همّ على إتمام عملي بالشكل المشرّف، ولطالما قلوبكم الطيّبة معي ودعمكم الذي أحتاجه جدًّا، سأبقى دائمًا أصالة المُخلصة لعائلتها الكبيرة والصغيرة، ولعملي كل جهدي بأن يوازي طموحكم بي، هذا قدر من رب العالمين وأنا أؤمن بالله وبقضائه».
 وفي الثالث عشر من سبتمبر عام 2021 أعلنت زواجها من الشاعر والمخرج العراقي فائق حسن، وقالت 
في 1 فبراير 2025، تفاجأ جمهور الفنانة السورية أصالة نصري بحذف أغنيتها الشهيرة «60 دقيقة حياة» من منصة يوتيوب ومنصات الموسيقى الأخرى. هذا الحذف أثار جدلاً واسعاً، حيث تساءل الكثيرون عن أسباب هذا القرار المفاجئ، مما أدى إلى انتشار شائعات حول علاقة هذا الحذف بزوجها السابق طارق العريان.

## أعمالها

### الألبومات الرسمية
| العام | الألبوم         | الأغاني |
| ----- | --------------- | --- |
| 1993  | لو تعرفوا       | لو تعرفوا، سامحتك، هات قلبي، ياصابره يانا |
| 1994  | توأم الروح      | توأم الروح، تفكيرك بعيد، النسيان، أصالة فيه |
| 1994  | أغلى البشر      | أغلى البشر، اعذرني، كلموك، إلا والله |
| 1994  | إغضب            | اغضب، لو ألف أحبك، صوت الساعات، ما تسألنيش، بتحدى عيونك |
| 1995  | ولا تصدق        | ولا تصدق، إحنا بنستناك على نار، مابحبش حد إلا أنت، زي الحلم، مش معقولة، بالأصول |
| 1995  | غيار قوي        | غيار قوي، إلا والله، ماضي من سيرتكم، شط الحنان |
| 1996  | إرجع لها        | أرجع لها، ع اللي جرى، هيه كده أيامنا، مشوار، شي بيرجعلك، رسمتك |
| 1997  | المشتكي         | المشتكى، ما تسألنيش، حلم عميق، ألف ليلة |
| 1997  | رحل             | رحل، سهرت الليل، ما أظن، مستريح البال |
| 1998  | قلبي بيرتاحلك   | قلبي بيرتحلك، لما جت عينك في عيني، يا خالي، كثر الله خيرك، انتهينا من العتاب، اسكت بقا، لتاني مرة، على ما انت                                                                                       |
| 1999  | يا مجنون        | يا مجنون، اعتذار، كل الناس، ما قلتليش، اتهمتك، حكاية، ده قلبي ده، يا أبا |
| 2000  | يمين الله       | يمين الله، حقيقة واقعية، ثمن الخيانة، أي حاجة، أنت وأنا ساعدني، يالناطر |
| 2001  | مشتاقة          | مشتاقة - عيشني ثواني، مبقاش أنا، اعطف حبيبي، مخادع، فوق من وهمك، معجبة فيك، يا عيني، مش بمواعيدي |
| 2002  | يا أخي اسأل     | يأخي اسأل، ليه الغرور، رجيتك، خلاص لا تسأل، سامحني، الغيرة، أسال علينا |
| 2003  | قد الحروف       | قد الحروف، تصور، اعتز بك، مشيت سنين، عايز الحق، عاشت الأسامي، مالي، لون عمري، ضميرك صحى، خلي الطابق مستور                                                                                           |
| 2004  | أوقات           | أوقات، متى أشوفك، توك على بالي، قمرهم كلهم، لا سلام، يسعد صباحك، ما أقدر، عفوًا، ما توقعت، رمش الغلا، ترفع جبينك                                                                                     |
| 2005  | عادي            | عادي، آسفه، فين حبيبي، أقولك بحبك، شفت بعنيا، عايز تبعد، الهوى، خليك شوية |
| 2006  | حياتي           | حياتي، أكثر، أرد ليه، أنا مش صعبة عليك، والله ماتحدى، نسيني بيك، وأحنا سوى، علمتني |
| 2007  | سواها قلبي      | سواها قلبي، تبي تتركني، لا تخاف، طلبتك، شموخ عزي، أمنية، أقرب قريب، كلمة شكر، ديرة الغربة |
| 2008  | حالي طيب        | حالي طيب، أيام وهتعدي، الله يا عمري عليك، تاج راسي، تقدر تروح، عشت وشفت، أبي تصرخ، جاي تهنيني |
| 2008  | نص حالة         | نص حالة، آه من عيناه، يسمحولي، أوقات، ولا داري، بقى طبيعي، كان وهم، اتفرج على نفسك |
| 2010  | قانون كيفك      | قانون كيفك، إلى متى، شرهة وعتب، سم وعسل، شخص يؤتمن، تعبت اراضيك، شوف عذر، يا راسي التعب، بس دقيقه، شخص يهتم                                                                                         |
| 2012  | شخصية عنيدة     | شخصية عنيدة، روحي وخذاني، أنا أحبك، بجد تجنن، كبرتك ع سيدك، شاغل بالي، قولي بحبك، معقولة سابني، أساسي، بناء على رغبتك                                                                               |
| 2015  | 60 دقيقة حياة   | 60 دقيقة حياة، عايشة على اللي فات، خانات الذكريات، بعدك عني، على ايه، سؤال بسيط، منازل، ملهمته الوحيدة، الورد البلدي، مواقف مؤلمة                                                                   |
| 2016  | أعلق الدنيا     | أعلق الدنيا، ذاك الغبي، فصل العنا، فوق الأمم، عاده، العمر كله، حزن الشوارع، كان يهمني، لن تكون، حوبتي، ياحبيبه، هدوئك، أشكرهم                                                                       |
| 2017  | مهتمة بالتفاصيل | مهتمة بالتفاصيل، شو بدك، انا بتخان، صندوق صغير، يوم الرحيل، ياعالم، كل أما تفتكره، مين فينا، رجع الفرح، كام مرة، كفاية كلمة، هيقولك، قاصد ايه                                                       |
| 2019  | في قربك         | في قربك، نكتة بايخة، مبقاش سر، حاجة متخصكش، جدًا جدًا، جابوا سيرته، حالة كركبة، يوم يومين، سابوك، حيطة سد                                                                                             |
| 2020  | لاتستسلم        | لاتستسلم، اشتقت لك، دروب الاماني، رفقًا، والله وتفارقنا، يامثبت، يوم لي، نظرتي، وش كنت اقول، المحك، نعم اشتاق، غمض عيونك، انا معك، بيان، كالمعتاد، سوي، ماعرفت انطق، يلطف بحالي، انا عمري، غيمتك هلت |
| 2022  | لا تشكُ للناس    | لا تشكُ للناس، انا دخيل الله، سلطان المحبة، يا شايفين نفوسكم |
| 2022  | شايفة فيك       | غلبان، فرحة وبس، فقدت نفسي، أنا حرة، كفوفيكم، بالسلامة، الي متضايق يفارق، مني وفي، زي المعجزات، شايفة فيك، الله جاب، الله جاب (توزيع خليجي)، ازاي حبيبي، لو كل يوم (الرحلة)                         |
| 2023  | لحقت نفسي       | "فوق، الأخبار الحلوة، رجل مثالي، مارس أبريل، لما بنتجاهل، مانجا، صندوق، لحقت نفسي، عشق الروح، حديقة ثلج، نسيت، عايشه حاله، أعراض الغياب                                                             |
| 2024  | ثم أنا          | لا تختبر، يمر وما يسلم، ما تهون، أمان أمان، كلك لهم، جرح العرب، الكرسي،إنسان، ثم أنا، تسألني". |
| 2025  | ضريبة البعد     | عندي اكتفاء، المال السايب، ضريبة البعد، العنب الساقع، أنا هنساك، مش وحشه، أيها المواطن، كلام فارغ، كل التفاصيل.                                                                                     |

### فيديو كليبات
| الأغنية                                        | المخرج                      |
| ---------------------------------------------- | --------------------------- |
| سامحتك كتير                                    | محمد العمري                 |
| ما بحبش حد إلا إنت (قامت بإهدائها لوالدها)     |                             |
| أسمع صدى صوتك، وصورته بنسختين                  | عبدالله النقي النسخة الاولى |
| إغضب                                           |                             |
| تؤام الروح                                     | هشام شربتجي                 |
| لو ألف أحبك                                    | هشام شربتجي                 |
| مجروح صوت الساعات                              | هشام شربتجي                 |
| ما تسألنيش عن الأحزان                          | هشام شربتجي                 |
| زي الحلم                                       | كريستانو فيدالي             |
| غيار قوي                                       | جميل جميل المغازي           |
| بتحدى عيونك                                    | هشام شربتجي                 |
| ولا تصدق                                       |                             |
| ماضي من سيرتكم                                 |                             |
| كتبتك                                          | عادل عوض                    |
| إرجع لها                                       | طوني أبو الياس              |
| هي كده أيامنا                                  |                             |
| إليك المشتكى                                   | شريف عرفة                   |
| ألف ليلة وليلة                                 | شريف عرفة                   |
| متسألنيش حبيتك إمتى                            | شريف عرفة                   |
| لما جت عينك وظهر معها في الكليب الممثل أحمد عز |                             |
| قلبي بيرتاحلك                                  | جميل جميل المغازي           |
| يا مجنون                                       | طارق العريان                |
| ما قلتيليش                                     | طارق العريان                |
| يمين الله وظهر معها المذيع أيمن القيسوني       | أشرف شيحة                   |
| القبلة الأولى                                  | أشرف شيحة                   |
| ليه الغرور                                     | حسين دعيبس                  |
| أعطف حبيبي                                     | طارق العريان                |
| عيشني ثواني                                    | ميرنا خياط                  |
| مبقاش أنا                                      | المثنى صبح، الليث حجو       |
| أعتز بك                                        | أديب خير                    |
| تصور                                           | عثمان أبو لبن               |
| مشيت سنين                                      | سعيد الماروق                |
| قمرهم كلهم                                     | عادل الخضر                  |
| متى شوفك                                       | عثمان أبو لبن               |
| فين حبيبي                                      | طارق العريان                |
| آسفة                                           | سليم الترك                  |
| أوقات                                          | طارق العريان                |
| أكثر                                           | طارق العريان                |
| أرد ليه                                        | طارق العريان                |
| حياتي                                          | طارق العريان                |
| بين إيديك                                      | طارق العريان                |
| ولا داري                                       | طارق العريان                |
| يسمحولي الكل                                   | طارق العريان                |
| نص حالة                                        | طارق العريان                |
| روح وروح                                       | أحمد العبدولي               |
| تفرقنا السنين بمشاركة مع محمد عبده             | ياسر الياسري                |
| خليها على الله                                 | طارق العريان                |
| يا قدس                                         | أندريه سكاف                 |
| مش فاكر بمشاركة مع رامي صبري                   | طارق العريان                |
| روحي وخداني                                    | طارق العريان                |
| بحبه                                           | موسى عيسى                   |
| شخصية عنيدة                                    | موسى عيسى                   |
| عايشة على اللي فات                             | طارق العريان                |
| عيش سكر وطن بمشاركة مع أحمد فهمي               | طارق العريان                |
| لسه شايفة                                      | عمر رشدي حامد               |
| بنت أكابر                                      | أدهم الشريف                 |
| شامخ                                           | نهال نبيل                   |
| الحب والسلام                                   | محمد القاضي                 |
| والله وتفارقنا                                 | أمين مزة                    |
| أنا دخيل الله                                  | أحمد الدوغجي                |
| سلطان المحبة                                   | نهال نبيل                   |
| سيد الغرام بمشاركة أسماء لمنور                 | حسن غدار                    |
| صندوق                                          | حسن غدار                    |
| إنسان                                          | كريم نور                    |
| ثم أنا                                         | اي آر                       |

### غناؤها مقدمات المسلسلات
- 1985: مسلسل الأطفال حكايات عالمية - النسخة العربية
- 2001: مسلسل صلاح الدين الأيوبي
- 2002: مسلسل قاسم أمين
- 2005: «هذي دمشق» مسلسل نزار قباني
- 2010: «انا القدس» مسلسل أنا القدس
- 2014: «حبة ظروف» مسلسل السيدة الأولى
- 2017:«الحب» مسلسل لا تطفئ الشمس
- 2021: «كان يا مكان» مسلسل بنت السلطان
- 2021: «ما بنتقدرش» مسلسل قصر النيل
- 2024: «الجوكر» مسلسل نعمة الأفوكاتو

### الأغاني المنفردة
- لي اله.
- أنا وأنت وبس.
- فهموه.
- هو حبيبي.
- حضرة الموقف.
- خذني لك.
- مانهناش.
- ما اسمحلك.
- أول عيد ميلاد.
- ما تغير شي.
- من بعدك حييت.
- من أين يأتينا الفرح.
- بلدي.
- أنا الفرس (بمشاركة الفنان حسين الجسمي).
- حبه ظروف.
- عقوبة.
- ضو عيوني.
- نار الوله.
- تقريبًا انا.
- مش فاكر.
- تصدق.
- من بعدك حييت
- مشاعري.
- يابعدي.
- بحبه.
- لي إله
- تساهيل.
- الليلة.
- لا تروح.
- إفصل
- كلمة عادية
- الحقيقة
- المصطفى
- شر وخير
- لحظات اللقاء
- روح نجدية
- كبير الشوق
- لما تقول يا عوم
- ما اسامح
- شامخ
- الحب والسلام
- جيتني مكسور
- اتحبني
- الفرق الكبير
- مصيحة
- حياتي محتواها الآن
- لا تواسيني
- مليت
- بنت الحبيب
- يما
- بنحبك
- العبو بالعوجا
- الدنيا ليها طعم تاني
- تقول تبغاني
- جرأه
- حنين
- ماعرفتك
- شبيه روحي
- العجب في الهوى
- تاج
- سورية جنة
- بعض الأحيان
- لو حصل

### الأغاني الوطنية
- سوريا جنة (2024)
- هذي دمشق من كلمات الشاعر نزار قباني.
- ثوار.
- زادك الله.
- لبيك يا وطن الآباة (حماك الله يا أسد) غنتها «للرئيس حافظ الأسد».
- شعبك صوت واحد.
- لو الكرسي بيحكي.
- أنا القدس.
- ياقدس.
- أولى القبلتين.
- عبية.
- تحيا مصر.
- أيها المارون.
- حبايب مصر.
- عيش سكر وطن.
- سلام سلام.[20]

## مشاركات إعلامية

### برنامج صولا
عام 2011 قدمت البرنامج التلفزيوني صولا وهو برنامج حواري فني غنائي يتم عرضه على عدد من القنوات وأنتج منه عدة مواسم.

### برنامج فنان العرب
في ديسمبر 2015 شاركت في لجنة تحكيم برنامج «محمد عبده وفنان العرب» بمشاركة محمد عبده وعبدالله الرويشد على تلفزيون دبي 

### برنامج سعودي آيدول
في ديسمبر 2022 شاركت في تحكيم برنامج سعودي آيدول على قناة MBC 1.

## الشعراء والملحنون
تعاونت أصالة مع كبار الشعراء والملحنين العرب ومنهم محمد رحيم ؛ وائل هلال ؛ خالد البكري.

## الجوائز

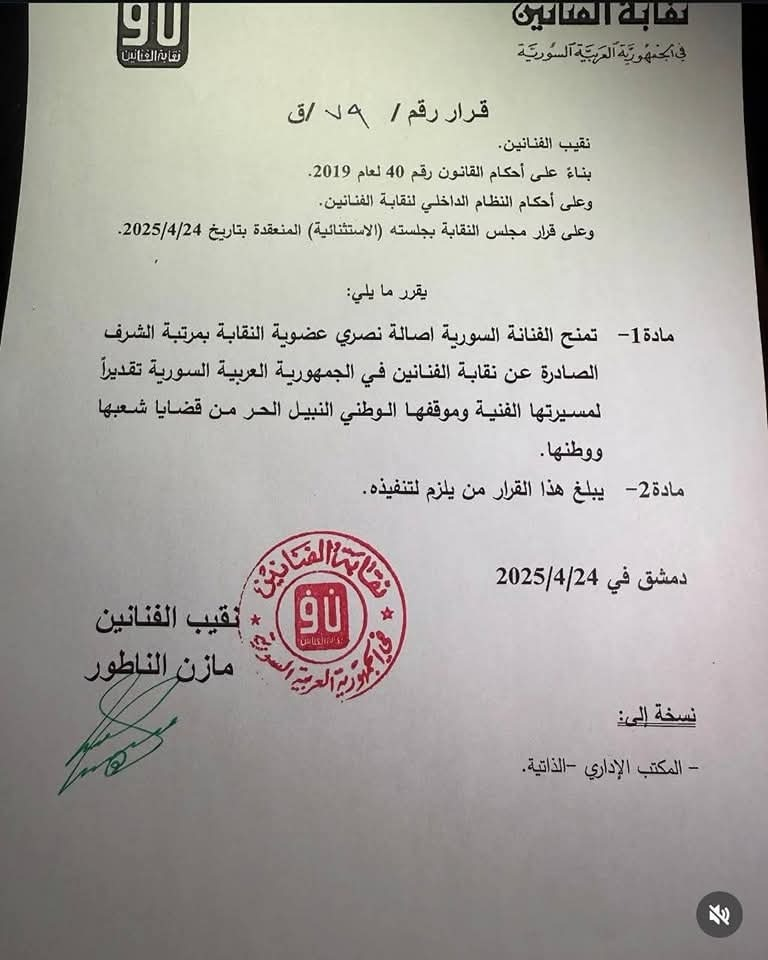
قرار نقابة الفنانين في سورية بمنح أصالة نصري عضوية بمرتبة الشرف.

- 1994:  الإمارات العربية المتحدة - جائزة أفضل فنانة في دبي.
- 1995:  مصر - جائزة أوسكار الشرق الأوسط «الفارس الذهبي».
- 1996:  مصر - جائزة الغناء العربي الأول لأفضل أغنية باللغة العربية الفصحى في أبو ظبي.
- 1996:  مصر - جائزة مهرجان القاهرة الدولي الثاني للأغنية.
- 1997:  مصر - جائزة استفتاء دار البيان الذي أجرته مجلة الأسرة والرياضة والشباب وإم بي سي.
- 1997:  مصر - جائزة الهيئة العامة للإذاعة والتلفزيون.
- 1998:  مصر - جائزة استفتاء دار البيان الذي أجرته مجلة الأسرة والرياضة والشباب وإم بي سي.
- 1998:  الإمارات العربية المتحدة - جائزة هيئة الإذاعة والتلفزيون.
- 1998:  مصر - جائزة الشرق الأوسط.
- 1999:  الإمارات العربية المتحدة - جائزة من إذاعة الإمارات FM.
- 1999:  لبنان - درع شكر وتقدير من المهرجان الغنائي الوطني الأول في بيروت·
- 2000:  مصر - جائزة الشرق الأوسط.
- 2000: جائزة استفتاء دار البيان الذي أجرته مجلة الأسرة والرياضة والشباب وMBC كأفضل مطربة.
- 2000: جائزة العطاء «العربي الأمريكي ميزوك، ميزوك أرس».
- 2001: جائزة كأفضل فنانة عربية حسب الأستفتاء الخاص بمجلة «زهرة الخليج».
- لبنان - جائزة أوسكارالجمهور من مجلة السينما والناس (Lebanese American Foundation).
- مصر - جائزة مهداة من إدارة الشؤون المعنوية·
- الولايات المتحدة - جائزتين مهداتين من عمدة مدينة لاس فيغاس، وحاكم ولاية نيوجيرسي الأميريكيتين.
- 2006: جائزة الموريكس دور كأفضل مطربة عربية.
- 2007: جائزة الموريكس دور كأفضل مطربة عربية.
- 2008: -جائزة ART كأفضل مطربة عربية.
- 2012: جائزة أفضل مطربة عربية جماهيرية، في جوائز تايكي، مع إجمالي تصويت وصل لثلاث ملايين صوت.
- 2015: الموريكس دور أفضل مطربة عربية.
- 2022:  السعودية - جائزة الفنانة المفضلة عن فئة الموسيقى في مهرجان "Joy awards“.[25]
- 2023:  السعودية - جائزة الأغنية المفضلة عن فئة الموسيقى في مهرجان "Joy awards“.[26]
- 2024:  السعودية - جائزة الفنانة المفضلة عن فئة الموسيقى في مهرجان "Joy awards“.[27]
- 2025:  السعودية - جائزة الفنانة المفضلة عن فئة الموسيقى في مهرجان "Joy awards“.[27]
- 2025:  سوريا - كرمتها نقابة الفنانين بعد سقوط نظام الأسد ومنحته في شهر أبريل 2025م عضوية بمرتبة الشرف «تقديراً لمسيرتها الفنية وموقفها الإنساني النبيل الحر من قضية الشعب السوري».

## الانتقادات

### اتهامها بالتطبيع مع إسرائيل
في عام 2013، اتُّهمت أصالة بالتطبيع مع إسرائيل بسبب إحيائها حفلًا في بيت لحم. ردّت بأنها دخلت الضفة الغربية عبر الأردن دون ختم إسرائيلي على جواز سفرها، واعتبرت الاتهام ذو دوافع سياسية بسبب مواقفها المؤيدة للثورة السورية. في عام 2014 سحب جواز سفرها واحتجزت في مطار بيروت الدولي ثم أفرج عنها لاحقًا بموجب مذكرة من الإنتربول بعد شكوى رفعتها عليها الحكومة السورية إثر خلافات سياسية.

### اتهامها بحيازة المخدرات في لبنان
في 25 يونيو 2017، أوقفت السلطات اللبنانية الفنانة السورية أصالة في مطار بيروت الدولي بتهمة حيازة مخدر الكوكايين. عُثر على حوالَي جرامين من المادة المخدرة داخل علبة مكياجها. أصالة نفت معرفتها بالمخدرات، مشيرة إلى أن أحدهم قد دسها في حقيبتها للإيقاع بها. بعد التحقيق، أُفرج عنها بكفالة، وأكدت السلطات اللبنانية أن الكمية المضبوطة كانت للاستخدام الشخصي. هذا الحادث أثار تساؤلات حول دوافعه، خاصةً في ظل مواقف أصالة السياسية المؤيدة للثوار السوريين.

## وصلات خارجية
- أصالة نصري على موقع IMDb (الإنجليزية)
- أصالة نصري على موقع قاعدة بيانات الأفلام العربية
- أصالة نصري على موقع ميوزك برينز (الإنجليزية)
- أصالة نصري على موقع ديسكوغز (الإنجليزية)